# Trichotheca
Trichotheca es un género de escarabajos de la familia Chrysomelidae. El género fue descrito científicamente primero por Baly en 1860. Esta es una lista de especies perteneciente a este género:
- Trichotheca annularis Tan in Tan & Wang, 1981
- Trichotheca attenuata Tang, 1992
- Trichotheca bicolor Tan, 1988
- Trichotheca dentata Tan in Tan & Wang, 1981
- Trichotheca elongata Tan, 1988
- Trichotheca flavinotata Tan in Tan & Wang, 1981
- Trichotheca nuristanica Medvedev, 1985
- Trichotheca rufofrontalis (Tang, 1992)
- Trichotheca sikkimensis Takizawa, 1987
- Trichotheca similis Tang, 1992